# Thecla batesii
Thecla batesii är en fjärilsart som beskrevs av William Chapman Hewitson 1865. Thecla batesii ingår i släktet Thecla och familjen juvelvingar. Inga underarter finns listade i Catalogue of Life.